# Parti Al Ahd Addimocrati
Le parti Al Ahd Addimocrati (AHD) est un parti politique marocain créé en 2009 par Najib Ouazzani après avoir perdu légalement le Parti "Al Ahd", fusionné en 2008 avec quatre autres partis politiques pour créer le Parti authenticité et modernité (PAM).
Lors des dernières élections législatives de 2011[pas clair], le parti a obtenu 2 sièges sur les 395 constituant la chambre basse marocaine.

## Histoire

### Parti Al Ahd
Le parti a été constitué le 30 mars 2002 par Najib Ouazzani. Lors des législatives de 2002, le parti a obtenu 5 sièges. Au scrutin de 2007, le parti crée une coalition électorale avec le Parti national-démocrate et obtiennent tous les deux 14 sièges dans la chambre basse marocaine. Le parti décide alors d'adhérer au « Mouvement de tous les démocrates », une initiative lancée au sein du parlement (VIIIe législature) par l'ami proche du roi, Fouad Ali el-Himma. Cette initiative aboutira en 2008 à la création du Parti authenticité et modernité par la fusion de cinq partis politiques : Parti Al Ahd, Parti de l'environnement et du développement, Parti national-démocrate, Alliance des libertés et Parti initiative citoyenne pour le développement.

### Après le PAM
En 2009, juste avant la campagne électorale aux communales, Najib Ouazzani démissionne du Parti authenticité et modernité et reforme son parti sous le nom Al Ahd Addimocrati, faisant de même que Ahmed Alami, patron du PEDD et Abdellah el-Kadiri, patron du PDN.

## Représentation législative
| Législatives     | 2002  | 2007   | 2011  |
| Nombre de sièges | 5/325 | 14/325 | 2/395 |
| Rang             | 14e   | 8e     | 10e   |

## Représentation communale
| Communales       | 2003               | 2009               |
| Nombre de sièges | 437/22943 (1,90 %) | 294/27795 (1,10 %) |
| Rang             | 13e                | 12e                |